# Demokratische Erneuerung Mazedoniens
Demokratische Erneuerung Mazedoniens (mazedonisch Демократска обнова на Македониja Demokratska obnova na Makedonija) ist eine politische Partei in Nordmazedonien. Sie tritt für ökologische und linke Positionen ein.

## Geschichte
Die Partei wurde 2006 in Skopje gegründet. Bei den Parlamentswahlen erhielt sie in diesem Jahr ein Abgeordnetenmandat. Seit 2008 war sie Mitglied der Regierungskoalition und stellte den Umweltminister. Auch bei den folgenden Parlamentswahlen gewann sie jeweils ein Abgeordnetenmandat.
Bei den Regionalwahlen 2015 gewann sie 10 Sitze in regionalen Vertretungen.
2015 schied sie aus der Regierung wegen inhaltlicher Kontroversen aus.

## Inhalte
Die Partei tritt für Umweltschutz, die Schaffung von Arbeitsplätzen, für Tourismus, ökologische Landwirtschaft und weitere Themen ein.